# Département de San Jerónimo
Le département de San Jerónimo est une des 19 subdivisions de la province de Santa Fe, en Argentine. Son chef-lieu est la ville de Coronda.
Le département a une superficie de 4 282 km2. Sa population s'élevait à 77 253 habitants au recensement de  2001 et à 81 346 en 2007 selon l'estimation de l'IPEC.

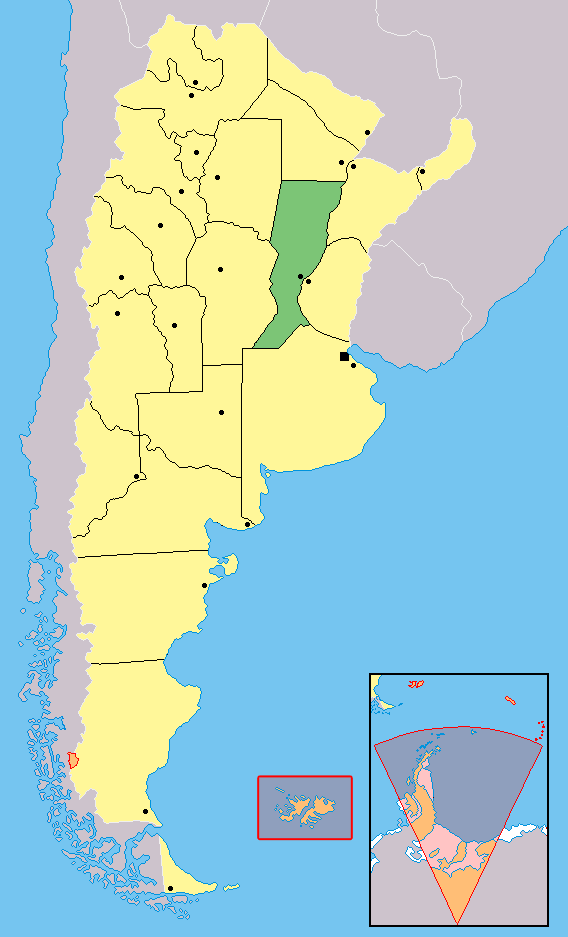
Localisation de la province de Santa Fe en Argentine.